# Neta gibbosospora
Neta gibbosospora är en svampart som beskrevs av R.F. Castañeda & W.B. Kendr. 1990. Neta gibbosospora ingår i släktet Neta, divisionen sporsäcksvampar och riket svampar.   Inga underarter finns listade i Catalogue of Life.